# Build-to-Order
Build-to-Order (в превод от английски „направено по поръчка“, съкратено BTO) или Make-to-Order (MTO, със същото значение) е стратегически и оперативен подход при производствените предприятия. При него даден продукт се произвежда чак след поръчка на клиент. Противоположният на BTO процес е складовото производство (производство, подготвено и съхранявано в складове за масова употреба), от анг. Build-to-Stock (BTS).

В практиката често срещана е комбинацията между поръчково и складово производство. По този начин в автомобилната индустрия напр. има както автомобили, подготвени на склад при търговец за вземане веднага, така и превозни средства, които се произвеждат изрично по желание на клиента, изработени да отговарят на конкретни негови изисквания. В този случай клиентът трябва да се съгласи на определено време за доставка на покупката, преди да може да получи „своя“ автомобил.
|  | Тази страница частично или изцяло представлява превод на страницата Build-to-Order в Уикипедия на немски. Оригиналният текст, както и този превод, са защитени от Лиценза „Криейтив Комънс – Признание – Споделяне на споделеното“, а за съдържание, създадено преди юни 2009 година – от Лиценза за свободна документация на ГНУ. Прегледайте историята на редакциите на оригиналната страница, както и на преводната страница, за да видите списъка на съавторите. ВАЖНО: Този шаблон се отнася единствено до авторските права върху съдържанието на статията. Добавянето му не отменя изискването да се посочват конкретни източници на твърденията, които да бъдат благонадеждни. |